# Volga (bilmärke)

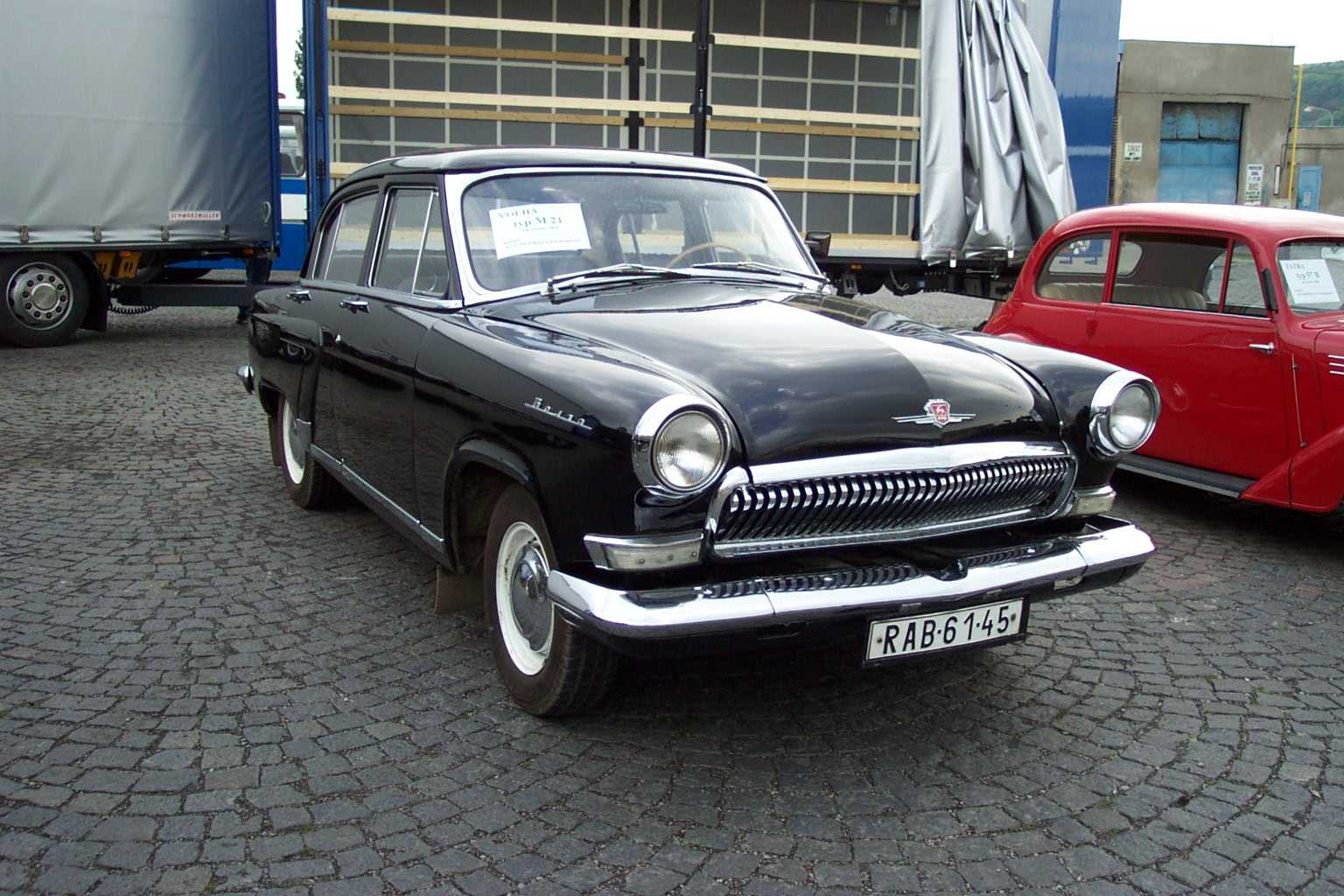
GAZ-M21 Volga, tredje serien

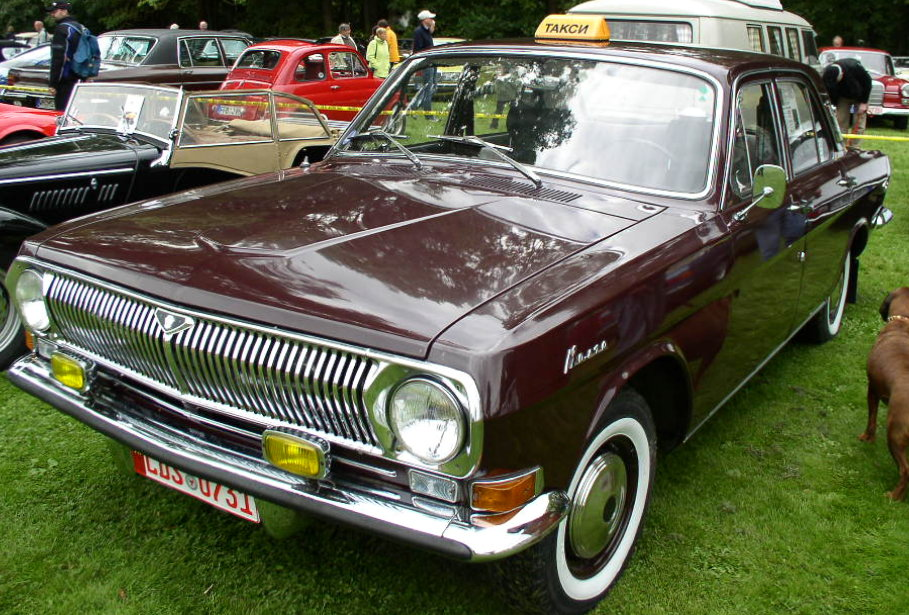
GAZ 2401 Volga (GAZ-24 i taxiutförande)

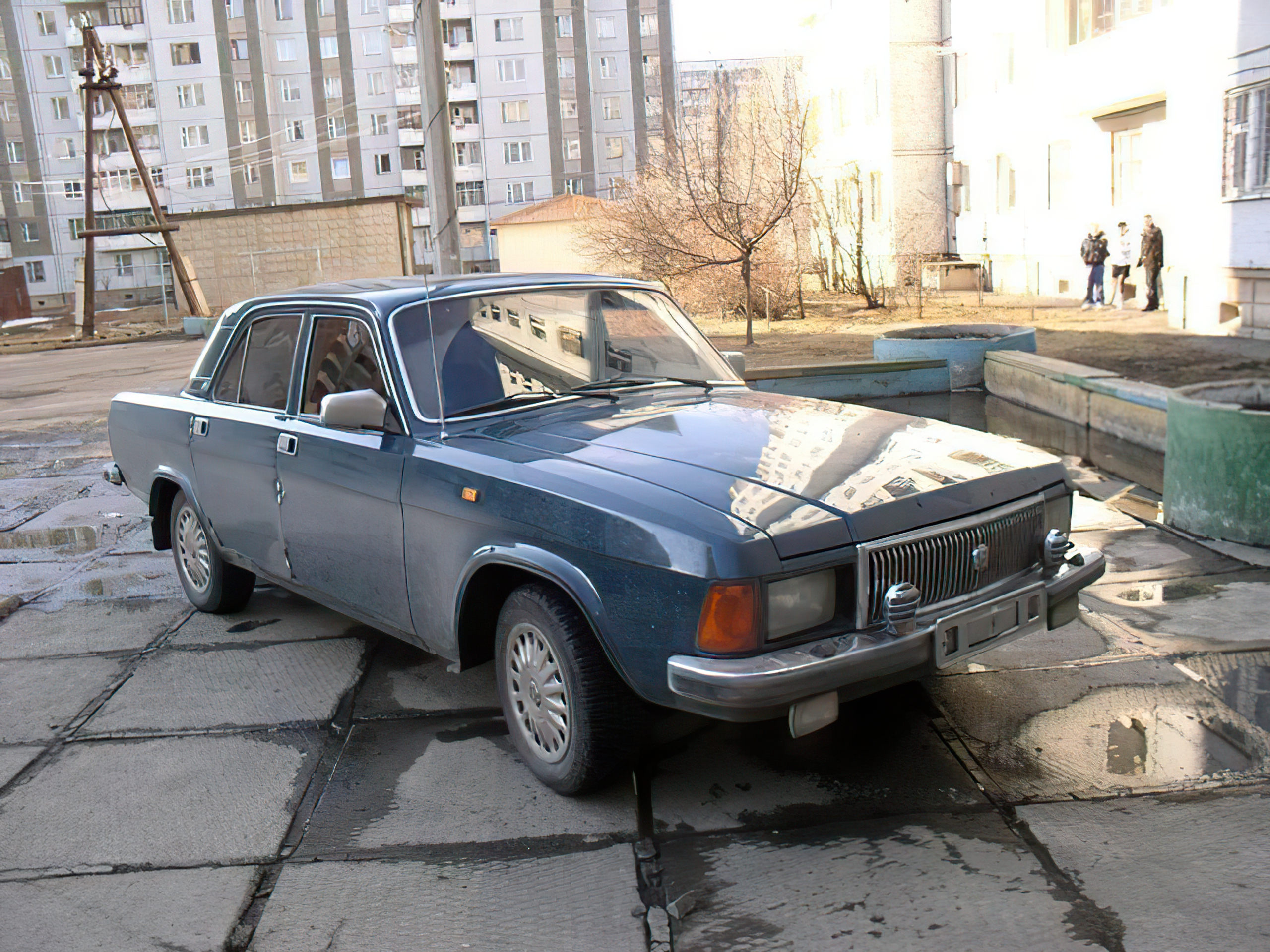
GAZ-3102

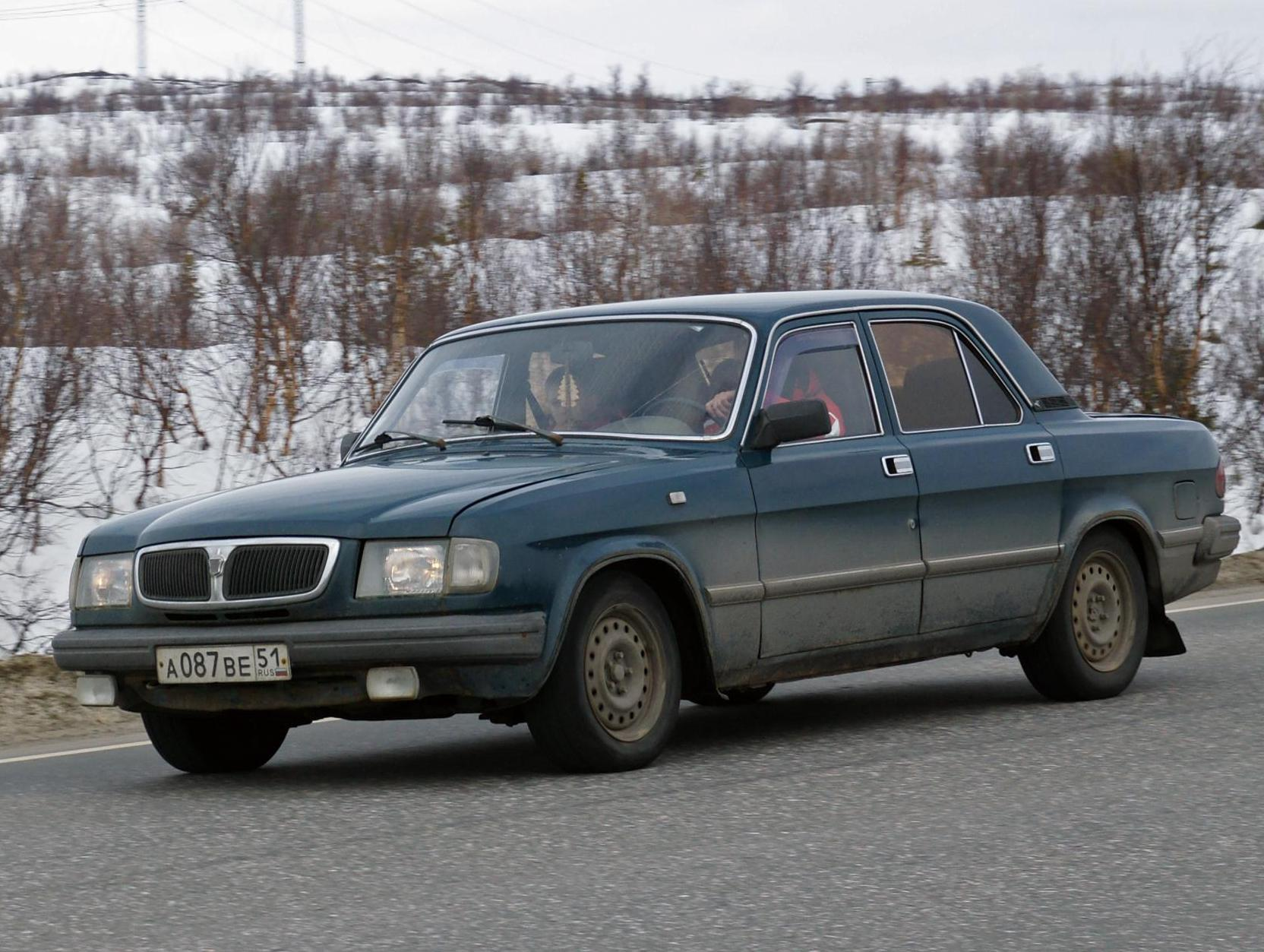
GAZ-3110

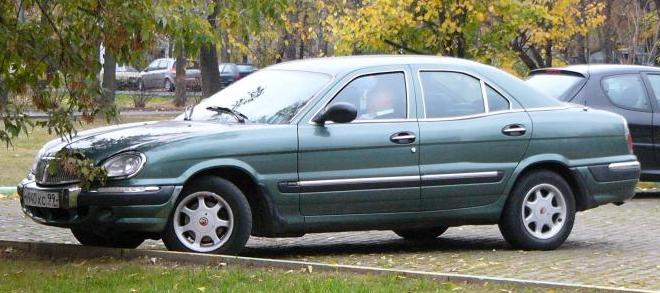
GAZ-3111

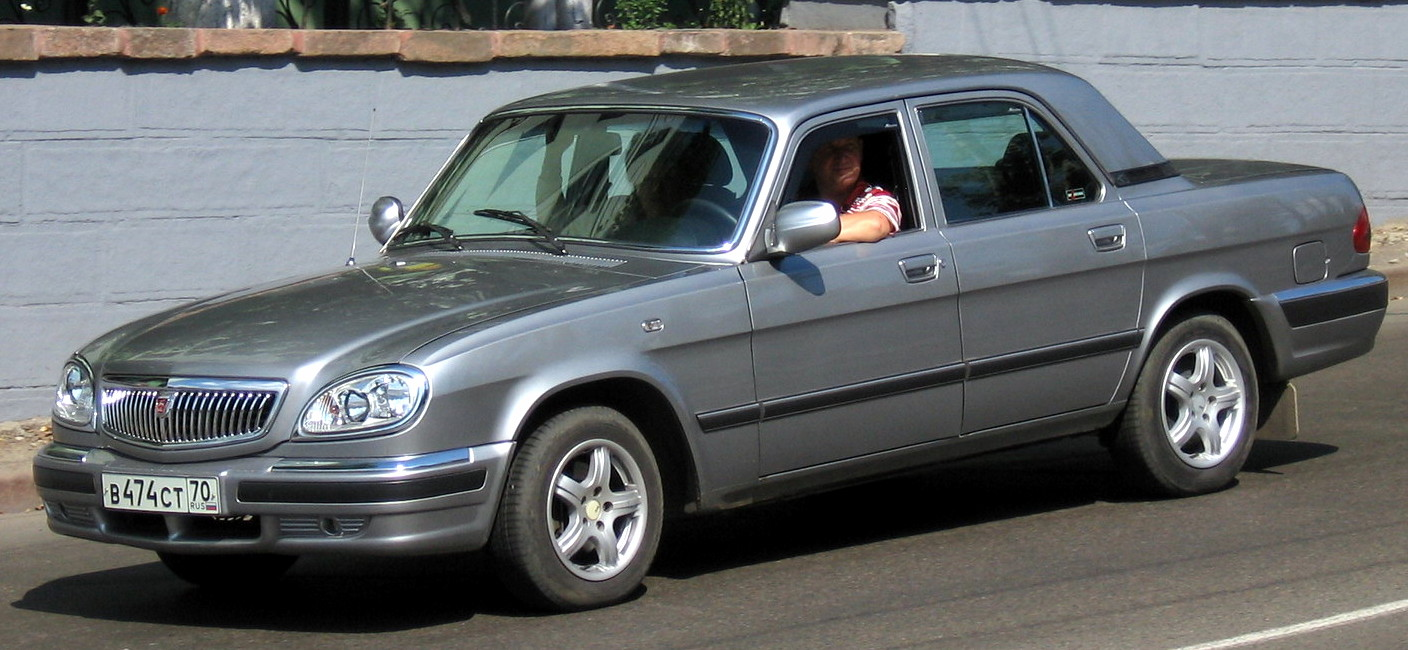
GAZ 31105 Volga

Volga var ett bilmärke från den ryska biltillverkaren GAZ i Nizjnij Novgorod. Den första bilmodell som lanserades under namnet Volga var GAZ-M21, en efterträdare till den populära GAZ-M20 Pobeda. Sedan dess har en rad modellgenerationer tillverkats och märket hade hög status i Sovjetunionen.

## GAZ-M21
M-21 lanserades 1956 efter ett långt utvecklingsarbete. Bilen, vars utseende var starkt inspirerat av amerikanska bilar från samma tid, kom att tillverkas i tre serier, den första 1956-58, den andra 1958-62 och den tredje 1962-1970. De tydligaste utseendemässiga skillnaderna mellan de tre serierna återfinns i kylargrillens utformning. Första serien hade en kylare med en horisontell stång och en sovjetisk stjärna i mitten. Andra serien hade en grill med grova vertikala slitsar och tredje serien hade en kromgrill.
Från 1962 fanns det även en kombiversion med beteckningen GAZ-22. Förutom att vara Sovjetunionens främsta lyxbil var GAZ-M21 (efter 1965 hette den bara GAZ-21) en populär taxibil i vissa länder och har förekommit som sådan bland annat i Sverige.

## GAZ-24
GAZ-21 ersattes år 1970 av GAZ-24. Även denna modell var resultatet av ett långt utvecklingsarbete. Konceptbilar hade presenterats redan 1966. Modellen moderniserades 1977 och 1985 ersattes den av GAZ-24-10. På denna modell hade bland annat kylargrillen i metall ersatts med en i plast. Den hade även en starkare motor på 89 hästkrafter jämfört med tidigare 85. 24-10 såldes i större mängder än tidigare till privatpersoner och tillverkades fram till 1992. Både GAZ-24 och 24-10 tillverkades under en period med V8-motor.

## GAZ-3102
Under slutet av 1970-talet utvecklade GAZ en ny version av sin Tjajka-limousin. Samtidigt utvecklade man en ny Volga, som kom att få ta del av många av innovationerna från Tjajkan. GAZ-3102 introducerades 1982 och hade en ny motor, men 1990 ersattes denna motor med ZMZ-402-motorn från 24-10. GAZ-3102 var tänkt som en mellanmodell i väntan på de helt nya 3105, 3106 och 3107. Dessa modeller blev dock aldrig av och 3102 har fortsatt att tillverkas sedan dess, trots att man senare har lanserat GAZ-3110. 1997 uppdaterades 3102 med femväxlad växellåda, servostyrning, ny interiör, med mera. Det kom även en ny motor hämtad från 3110 och även motorer från Steyr och Chrysler. 3102 fanns, liksom föregångarna, i en specialversion för KGB och polisen med V8-motor och automatlåda från Tjajka.

## GAZ-31029
I samband med att GAZ-24-10 slutade tillverkas kom en modernare modell, GAZ-31029. Denna hade ett rundare, modernare utseende och bränsleinsprutning. Denna tillverkades dock bara fram till 1997.

## GAZ-3110
31029 ersattes 1997 av GAZ-3110, som hade ytterligare modernare design, med kylargrill av krom samt servostyrning. Till 3110 kunde man även, förutom de motorer som fanns till 31029, välja mellan två dieselmotorer. 2001 moderniserades Volga-fabriken och bilarna började lackas med akryl-lack, vilket innebar en minskning av de problem med rost Volga alltid lidit av. 3110 fick ett ansiktslyft 2003 och modellen tillverkades fram till 2005, men kombi- och ambulans-versionerna har fortsatt tillverkas.

## GAZ-3111
GAZ hade sedan 1980-talet haft planer på att ta fram en helt ny bil men detta hade inte kommit till stånd. Man gav dock inte upp och en helt ny design togs fram under 1990-talet. Många tekniska detaljer fick dock ändå lånas från tidigare modeller, bland annat motor från 3110. Den nya modellen, 3111, som premiärvisades 1998 och började produceras 2000/2001, hoppades man bygga 25000 exemplar per år. Man tillverkade dock bara 342 stycken 2001, ytterligare 20 året därpå och nio 2004 innan produktionen lades ner. Volgas rykte kunde inte konkurrera med europeiska konkurrenter som Mercedes-Benz och BMW; de flesta som hade råd att köpa en bil i den prisklassen föredrog att köpa dessa märken.

## GAZ-31105
Efter misslyckandet med 3111 valde man att istället fortsätta vidareutveckla de befintliga modellerna. 3110 vidareutvecklades till 31105 som introducerades 2004. Utseendedetaljer, såsom tillrundade framlyktor, hämtades från 3111 och den nya modellen fick också uppgraderingar vad gäller kraftöverföring, fjädring och interiör. Från 2006 var standardmotorn en 2,3-liters rak fyra från Chrysler. 2007 fick modellen ett ansiktslyft och nya motoralternativ. 31105 fanns endast som sedan; kombimodellen GAZ-310221 byggde på gamla 3110.

## Volga Siber

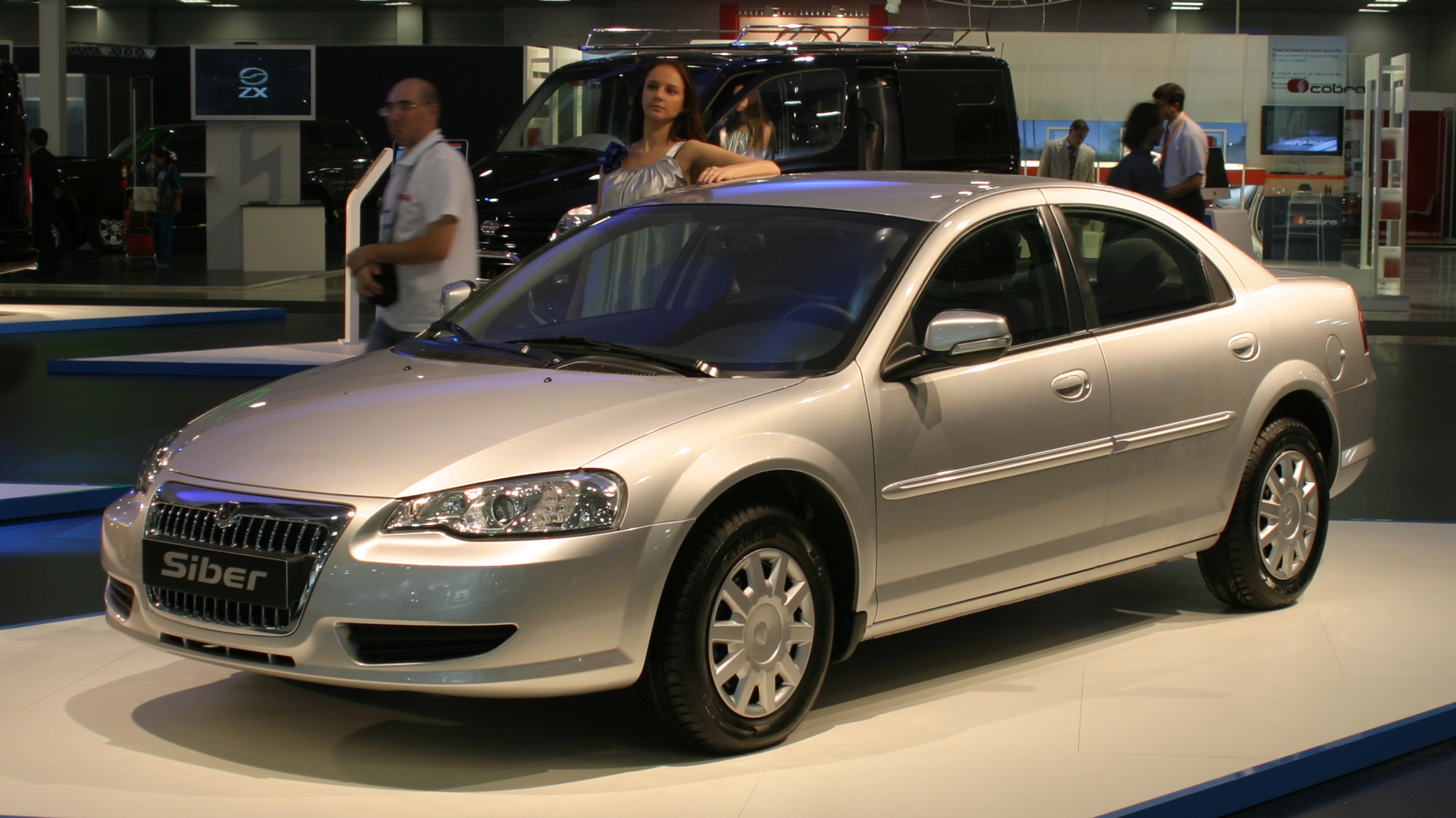
Volga Siber

GAZ tecknade 2006 ett avtal med DaimlerChrysler att licenstillverka Dodge Stratus och Chrysler Sebring. Den ryska modellen, Volga Siber, premiärvisades i augusti 2007 och började produceras 2008. Produktionen upphörde 2010.